# Maślanka łagodna

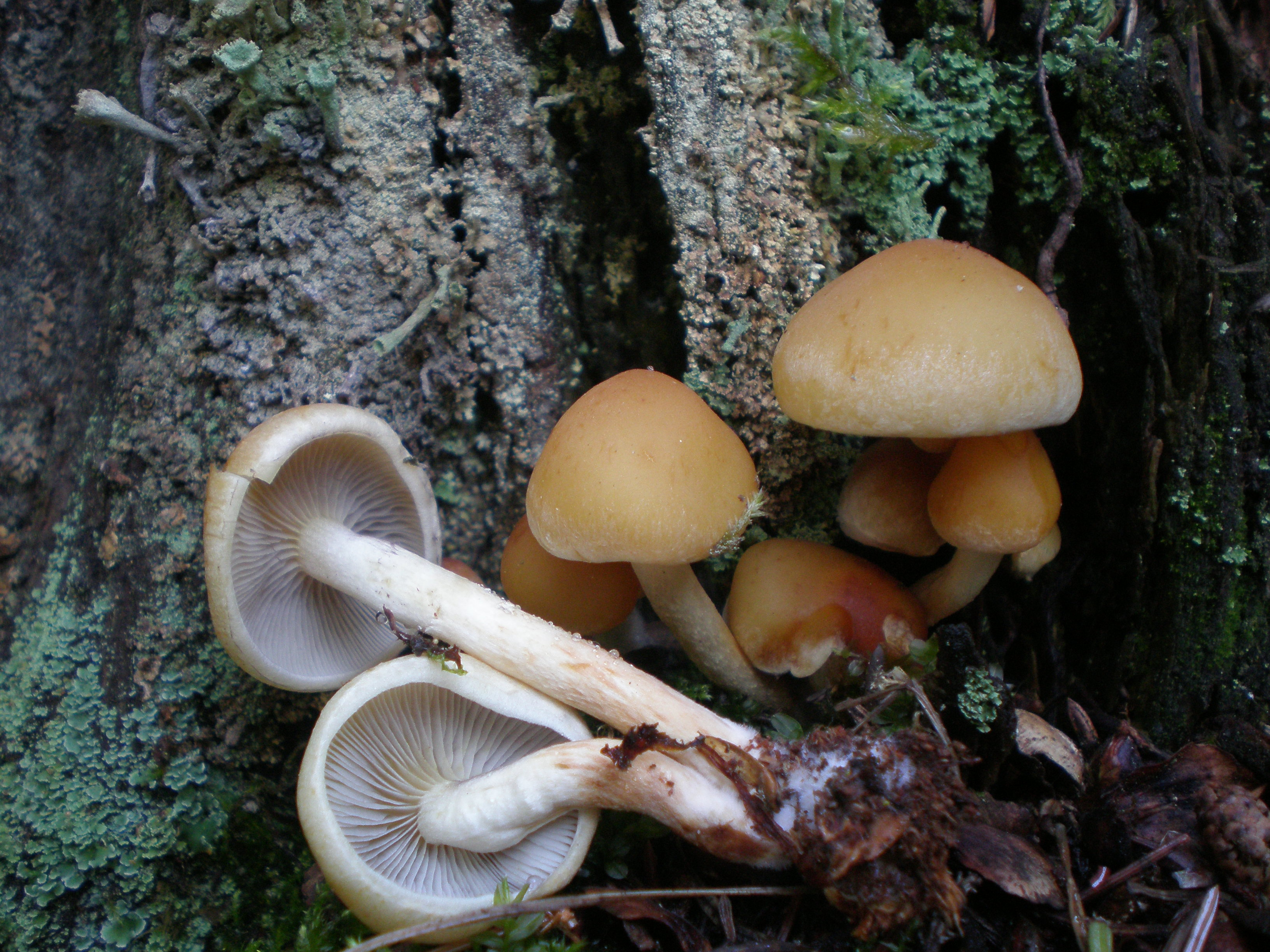
Młode okazy maślanki łagodnej

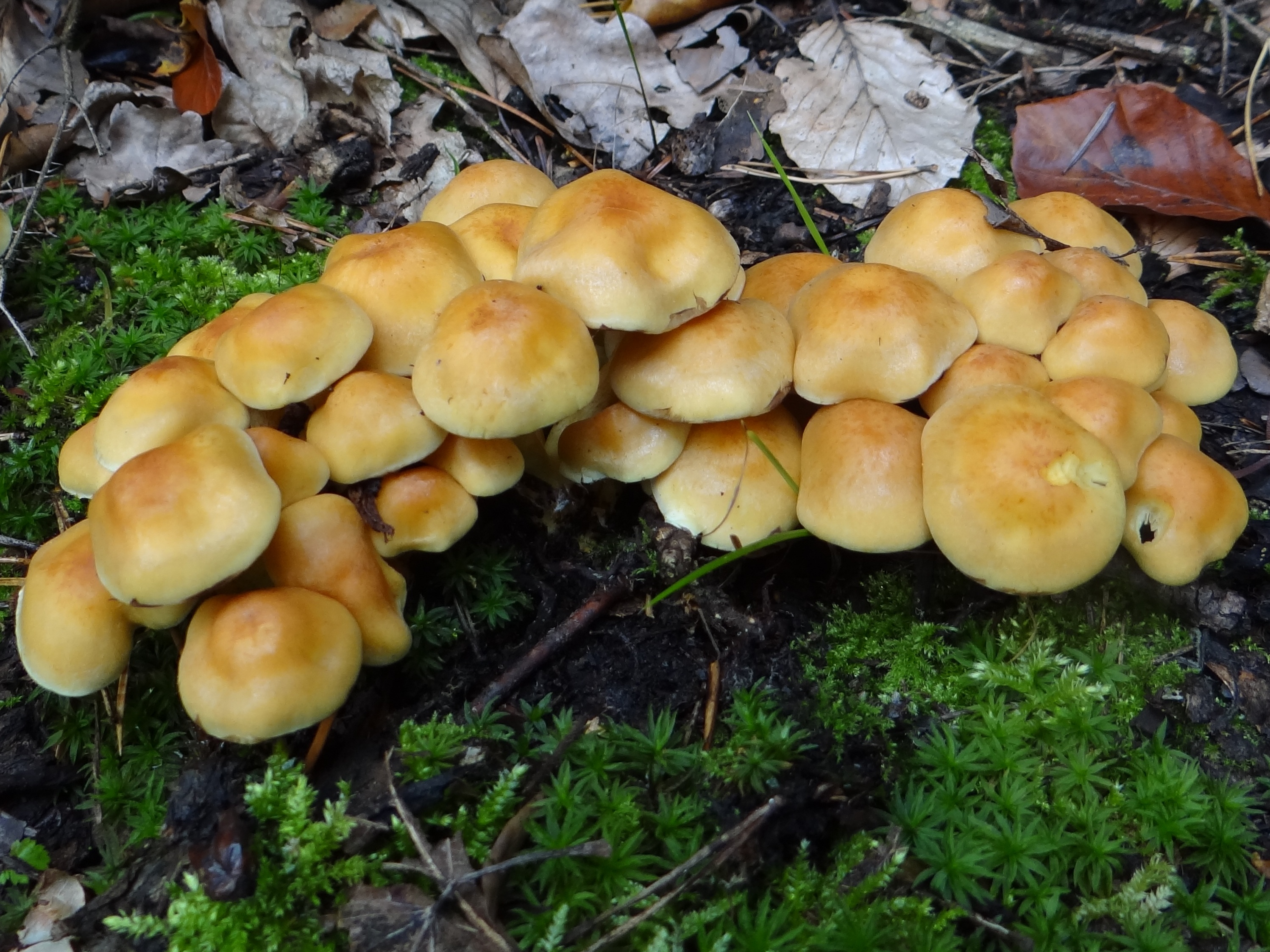
Młode owocniki

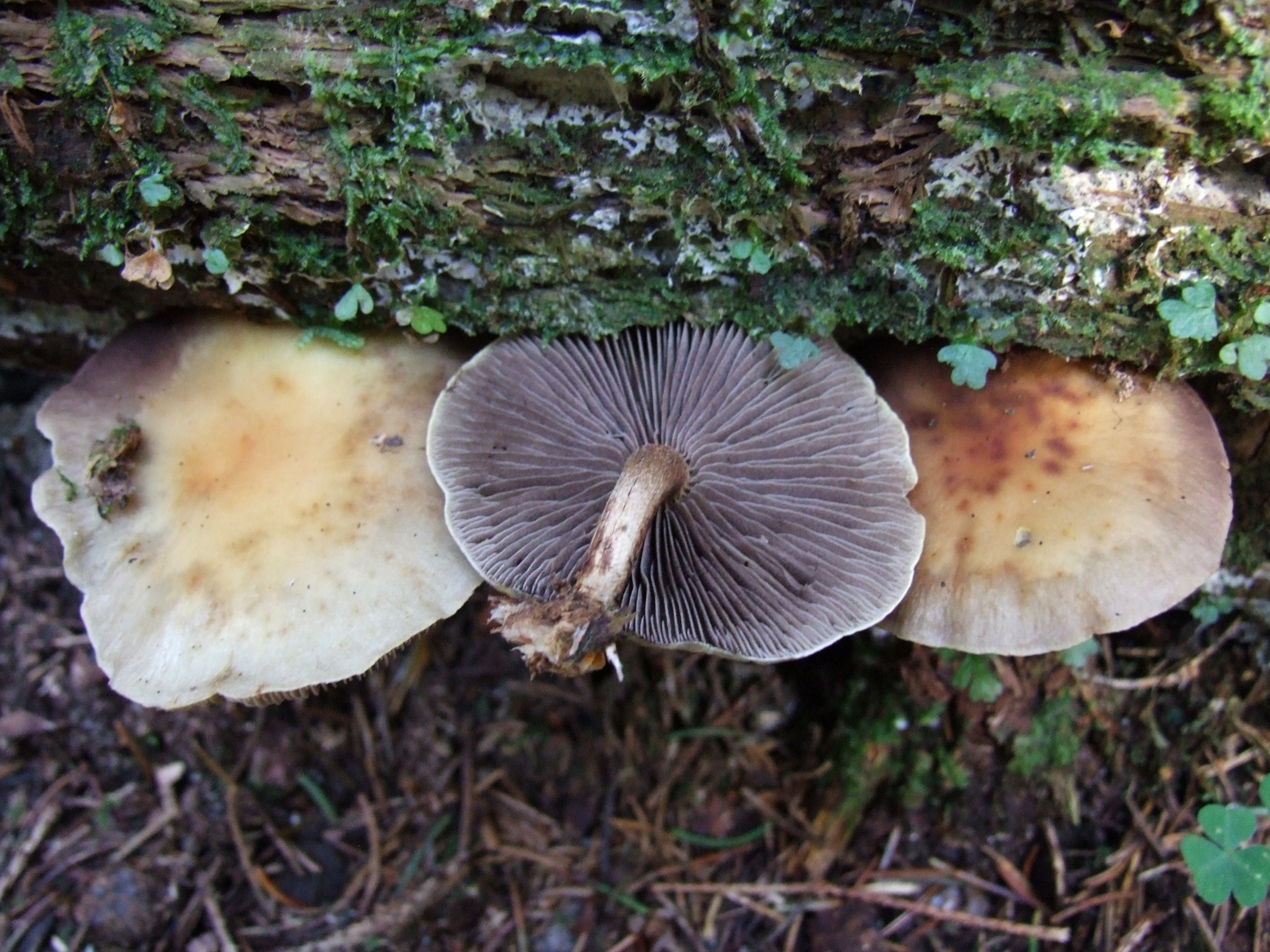
Starsze owocniki

Maślanka łagodna (Hypholoma capnoides (Fr.) P. Kumm.) – gatunek grzybów z rodziny pierścieniakowatych (Strophariaceae). We wcześniejszych klasyfikacjach zaliczany był do rodzaju Psilocybe jako łysiczka łagodna (Psilocybe capnoides).

## Systematyka i nazewnictwo
Pozycja w klasyfikacji według Index Fungorum: Hypholoma, Strophariaceae, Agaricales, Agaricomycetidae, Agaricomycetes, Agaricomycotina, Basidiomycota, Fungi.
Po raz pierwszy takson ten zdiagnozował w 1818 r. Elias Fries nadając mu nazwę Agaricus capnoides. Obecną, uznaną przez Index Fungorum nazwę nadał mu w 1871 r. P. Kumm., przenosząc go do rodzaju Hypholoma. 
Synonimy naukowe:

- Agaricus capnoides Fr. 1818
- Dryophila capnoides (Fr.) Quél. 1888
- Dryophila fascicularis var. capnoides (Fr.) Quél. 1888
- Geophila capnoides (Fr.) Quél. (1886)
- Naematoloma capnoides (Fr.) P. Karst. 1880
- Naematoloma capnoides (Fr.) P. Karst. 1880 var. capnoides
- Psilocybe capnoides (Fr.) Noordel. 1995

Nazwę polską podali Barbara Gumińska i Władysław Wojewoda w 1968 r. W polskim piśmiennictwie mykologicznym gatunek ten opisywany był też jako ostrzępka poddymiona, a w 2003 W. Wojewoda zaproponował nazwę łysiczka łagodna. 

## Morfologia
Kapelusz
Średnica 3–7 cm, za młodu półkulisty, potem płasko-wypukły, dość często z niepozornym, małym garbem, na koniec płaski. Brzegi kapelusza w kolorze musztardowożółtym do ochrowożółtego, środek ciemniejszy – rdzawożółty. Brzeg kapelusza gładki, u młodych okazów połączony z trzonem pajęczynowatą osłoną.
Blaszki
Dość gęste i szeroko przyrośnięte, za młodu białawe, później szarofioletowe, u starszych okazów ciemnofioletowobrązowe.
Trzon
Wysokość 4–8 cm, grubość 3–5 mm, walcowaty. Ma kolor od jasnokremowożółtego do żółtobrązowego, ale bez zielonych odcieni. Przy podstawie ciemniejszy (rdzawożółty do rdzawobrązowego). U młodych okazów pokryty jest słabo widocznymi, białymi włókienkami.
Miąższ
Bladobrązowy, w trzonie trochę ciemniejszy, niż w kapeluszu. Smak łagodny, zapach grzybowy.
Wysyp zarodników
Rdzawobrunatny. Zarodniki gładkie, elipsoidalne, o rozmiarach 8–9 × 4–5 μm.

## Występowanie i siedlisko
W Europie Środkowej gatunek pospolity, w Polsce również jest częsty. 
Zazwyczaj wyrasta kępkami, gromadnie. Najobficiej występuje późną jesienią, ale owocniki pojawiają się przez cały rok, przy braku śniegu również w zimie. Najrzadziej występuje w miesiącach maj – sierpień. Rośnie zazwyczaj kępkami na próchniejącym drewnie iglastym, szczególnie na świerkach.

## Znaczenie
Saprotrof, grzyb jadalny, w Polsce jednak rzadko zbierany. Dla grzybiarzy ma znaczenie z tego powodu, że w górskich lasach świerkowych jest jedynym jadalnym grzybem, którego można spotkać zimą. Nie jest tak smaczny, jak łuszczak zmienny, ale można z niego przyrządzić dobrą zupę grzybową. Zbierać go mogą jednak tylko doświadczeni grzybiarze, gdyż łatwo może być pomylony z podobnymi, ale trującymi grzybami.

## Gatunki podobne
- hełmówka jadowita (Galerina marginata). Trująca. Ma drobniejsze owocniki, kruche i rdzawobrązowe[7].
- maślanka wiązkowa (Hypholoma fasciculare). Trująca. Najbardziej charakterystyczną cechą umożliwiającą odróżnienie tych dwu gatunków jest kolor blaszek; u maślanki wiązkowej są zielonkawe, u łagodnej niebieskawe i nigdy nie występuje kolor zielony. W razie wątpliwości można też spróbować smaku; maślanka wiązkowa ma ostry smak (należy wypluć po delikatnym skosztowaniu), łagodna ma łagodny smak[5]
- maślanka korzeniasta (Hypholoma radicosum) ma blaszki szaro-oliwkowo-brązowe, miąższ gorzki, a trzon korzeniasty[6].